# ماشنیتسا
ماشنیتسا (به لاتین: Mašnica) یک منطقهٔ مسکونی در مونته‌نگرو است که در پلاو واقع شده‌است. ماشنیتسا ۲۶۲ نفر جمعیت دارد.